# Nicole Yance Borromeo
Nicole Yance Borromeo là một người mẫu Philippines. Cô đại diện cho Philippines tại cuộc thi Hoa hậu Quốc tế 2023 ở Shibuya, Tokyo, Nhật Bản và giành vị trí Á hậu 3.

## Cuộc sống
Nicole Yance Borromeo sinh ngày 9 tháng 12 năm 2000 tại Cebu, Philippines. Cô là người gốc Guadalupe, thành phố Cebu.
Borromeo đã hoàn thành chương trình giáo dục trung học tại Đại học Bác sĩ Cebu ở Mandaue. Cô theo học tại Đại học San Carlos để lấy bằng thiết kế nội thất.

## Tham gia cuộc thi sắc đẹp

### Hoa hậu Silka Cebu 2017
Vào ngày 14 tháng 10 năm 2017, cô đăng quang Hoa hậu Silka Cebu 2017 tại Trung tâm hoạt động Robinsons Galleria Cebu ở Cebu, Philippines

### Hoa hậu Mandaue 2018
Vào ngày 16 tháng 5 năm 2018, cô giành vị trí Á hậu 1 cho Gabriella Carballo tại cuộc thi Hoa hậu Mandaue 2018 tại Khu liên hợp văn hóa và thể thao Mandaue ở Mandaue, Cebu, Philippines.

### Nữ hoàng Lễ hội Sinulog 2019
Vào ngày 18 tháng 1 năm 2019, cô đã đăng quang Nữ hoàng Lễ hội Sinulog 2019 tại Trung tâm Thể thao Thành phố Cebu ở Cebu, Philippines.

### Nữ hoàng Giải trí 2019
Borromeo đã đăng quang Nữ hoàng Giải trí 2019 tại Khu phức hợp Trung tâm Văn hóa Philippines ở Pasay, Metro Manila. Sau đó cô đã từ bỏ danh hiệu do xung đột lợi ích.

### Hoa hậu Tuổi Teen Philippines 2019
Vào ngày 8 tháng 5 năm 2019, cô đại diện cho Carcar, Cebu tại cuộc thi Hoa hậu Tuổi Teen Philippines 2019 và giành vị trí á hậu 2 sau Nikki De Moura của Cagayan de Oro.

### Hoa hậu Thiên niên kỷ Philippines 2019
Vào ngày 26 tháng 10 năm 2019, Borromeo đã đăng quang Hoa hậu Thiên niên kỷ Philippines 2019, một phần cuộc thi sắc đẹp du lịch của chương trình tạp kỹ dài nhất Philippines là Eat Bulaga! tại Nhà hát Meralco ở Pasig, Metro Manila, Philippines.

### Hoa hậu Philippines 2022
Vào ngày 31 tháng 7 năm 2022, cô đại diện cho Cebu tại cuộc thi Hoa hậu Philippines 2022 và đăng quang Hoa hậu Quốc tế Philippines 2022, kế nhiệm Hannah Arnold của Masbate.

### Hoa hậu Quốc tế 2023
Borromeo đại diện cho Philippines tại cuộc thi Hoa hậu Quốc tế 2023 vào ngày 26 tháng 10 năm 2023 tại Shibuya, Tokyo, Nhật Bản. Cô giành vị trí á hậu 3.